# Carlos de la Lastra
Carlos de la Lastra y Romero de Tejada (Granada, 1860 - Sevilla, 1939), Marqués de Torrenueva, fue un aristócrata y político español afiliado al Partido Conservador, que desempeñó diversos cargos durante la Restauración borbónica en España. Fue alcalde de Sevilla entre 1914 y 1915, resultó elegido diputado en representación de Sevilla en las elecciones a cortes del 16 de abril de 1899 y del 24 de febrero de 1918. Fue asimismo senador por la provincia de Sevilla en los periodos parlamentarios 1919-1920, 1921-1922, 1922 y 1923. Fuera de la vida política, fue presidente de la Real Academia de Bellas Artes de Santa Isabel de Hungría entre el 25 de noviembre de 1899 y el 10 de julio de 1925.